# Gademz Karlovac
Gademz Karlovac je naziv navijačke grupe NK Karlovca. Bodre svoj klub još od početka 2000-tih, a klub navijača je osnovan 12. prosinca 2008.

## Vanjske poveznice
- Gademz Karlovac - Službene stranice Kluba navijača Gademz Karlovac